# Pont basculant

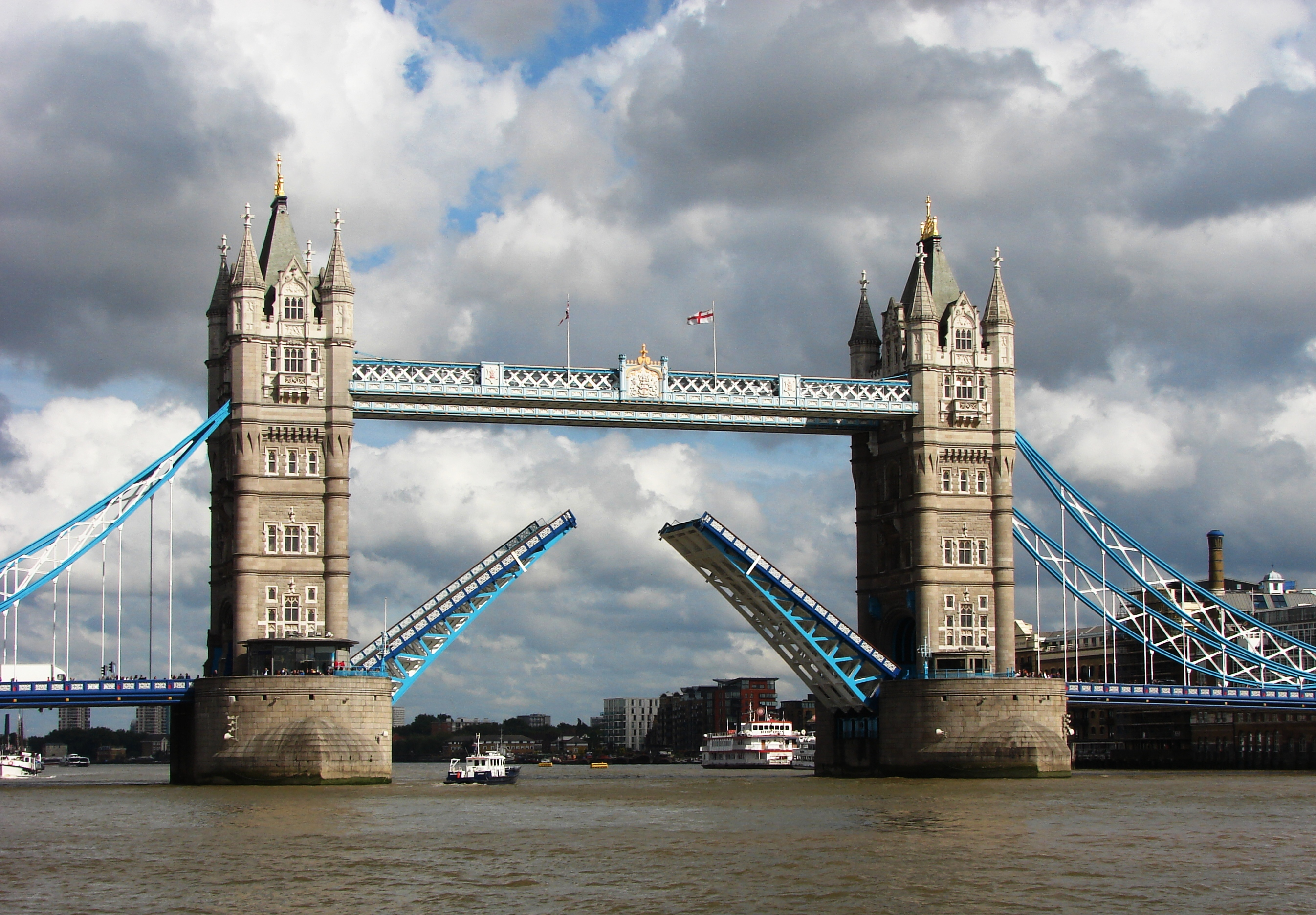
Le Tower Bridge en fonctionnement.

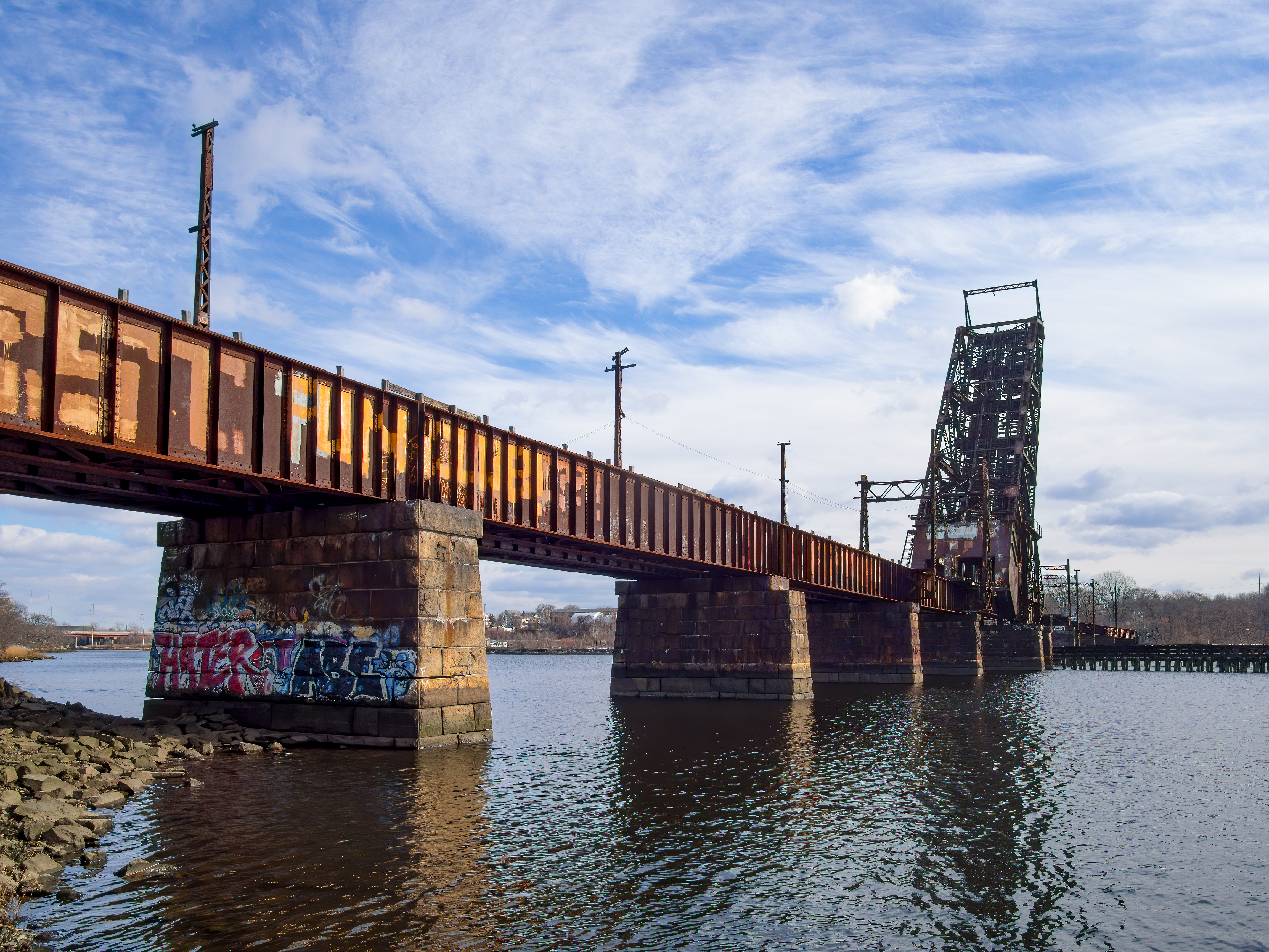
Crook Point Bascule Bridge, dans le Rhode Island, sur la rivière à marée de Seekonk River. Décembre 2017.

Un pont basculant est un pont mobile dont le tablier peut se relever par rotation. L'exemple le plus célèbre de pont basculant est le Tower Bridge de Londres.

Pont basculant (double tabliers)
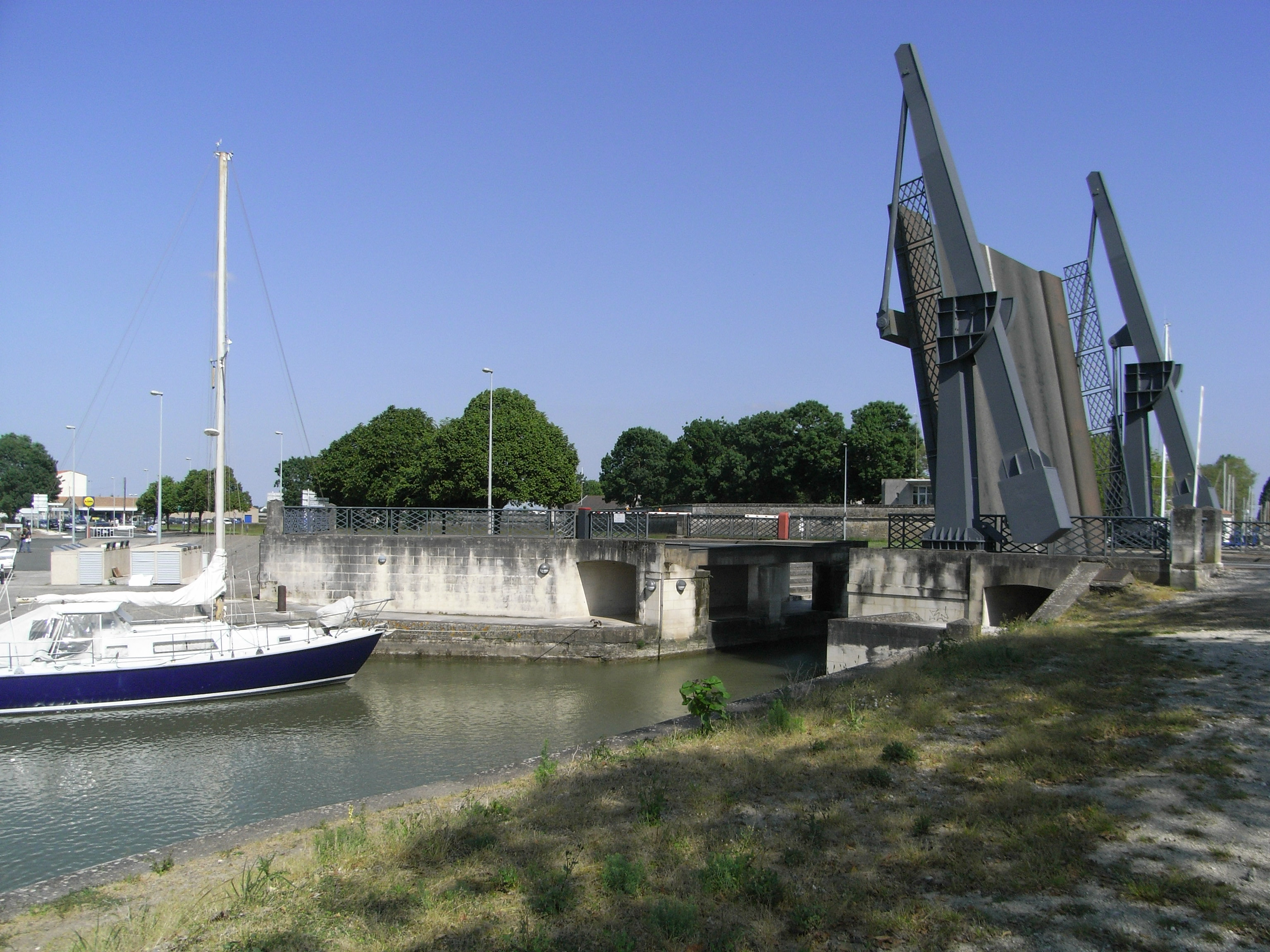
Pont basculant de Rochefort
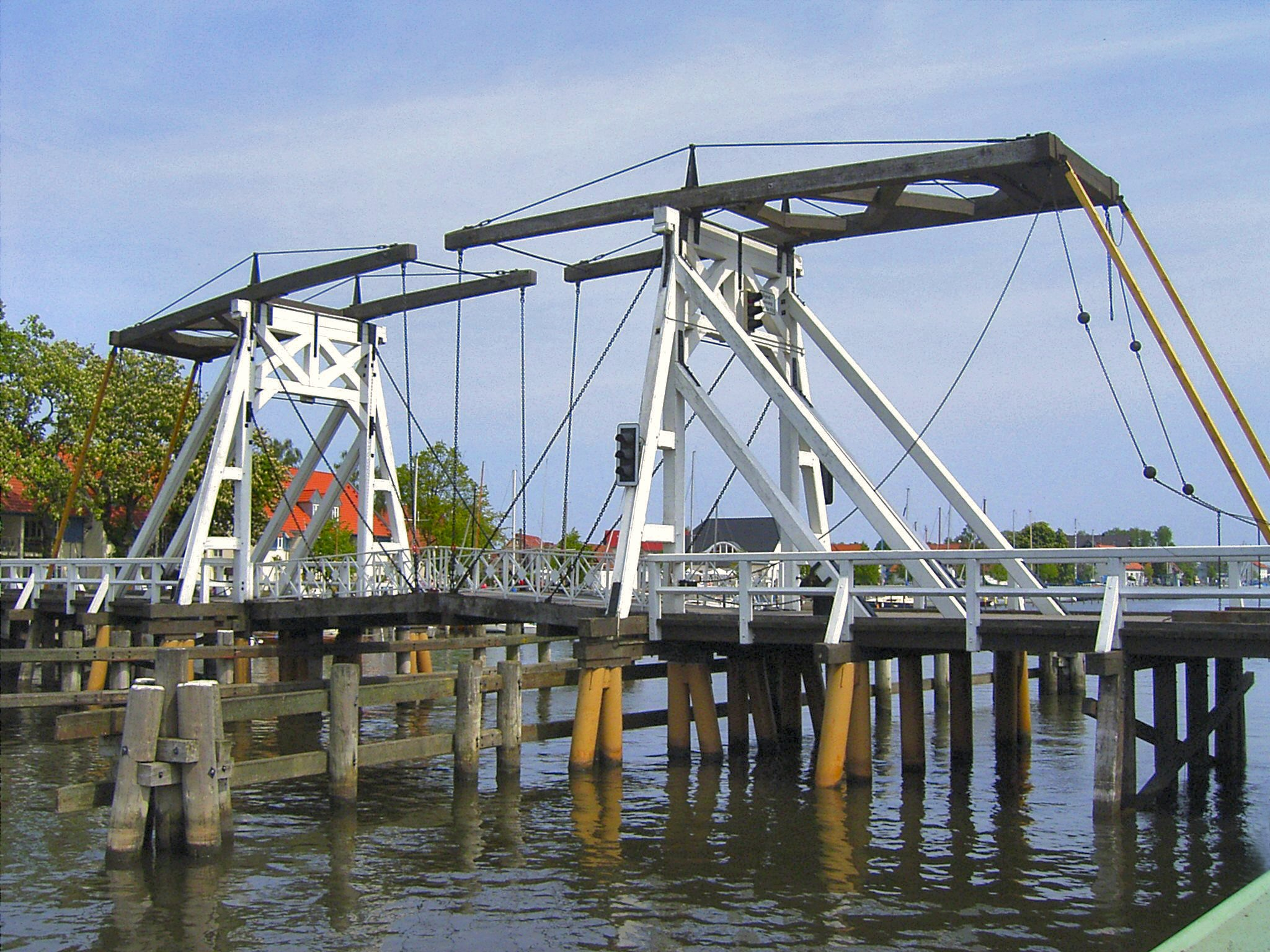
pont « hollandais »
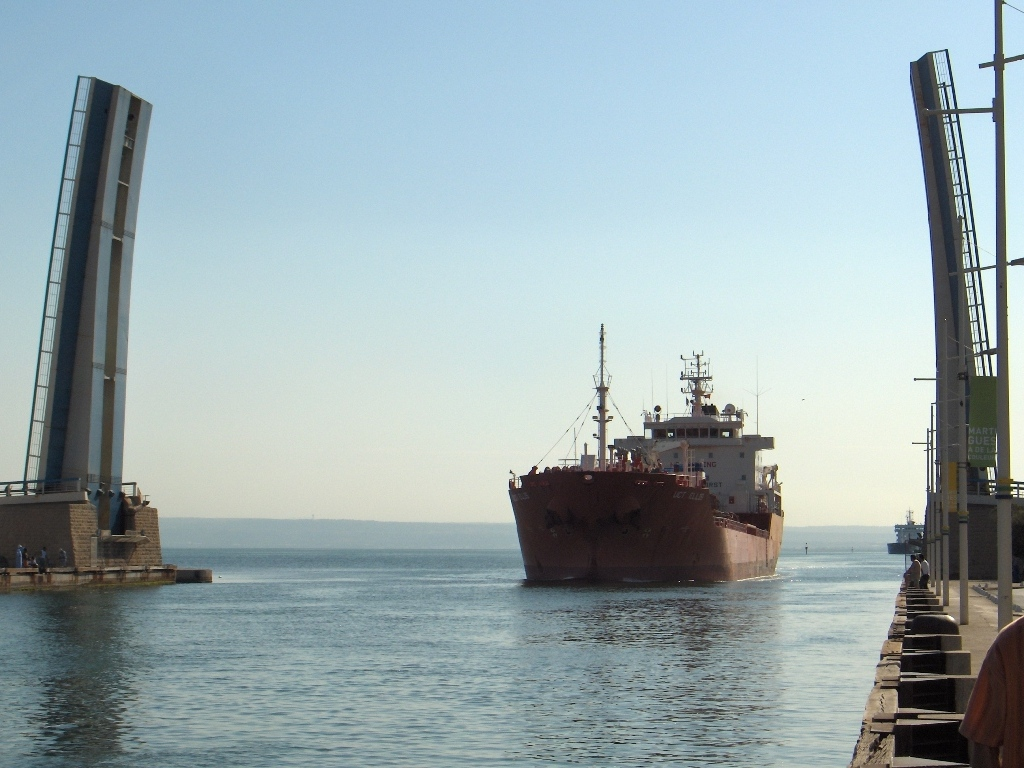
Pont basculant du canal Galliffet à Martigues

Pont basculant (tablier roulant)
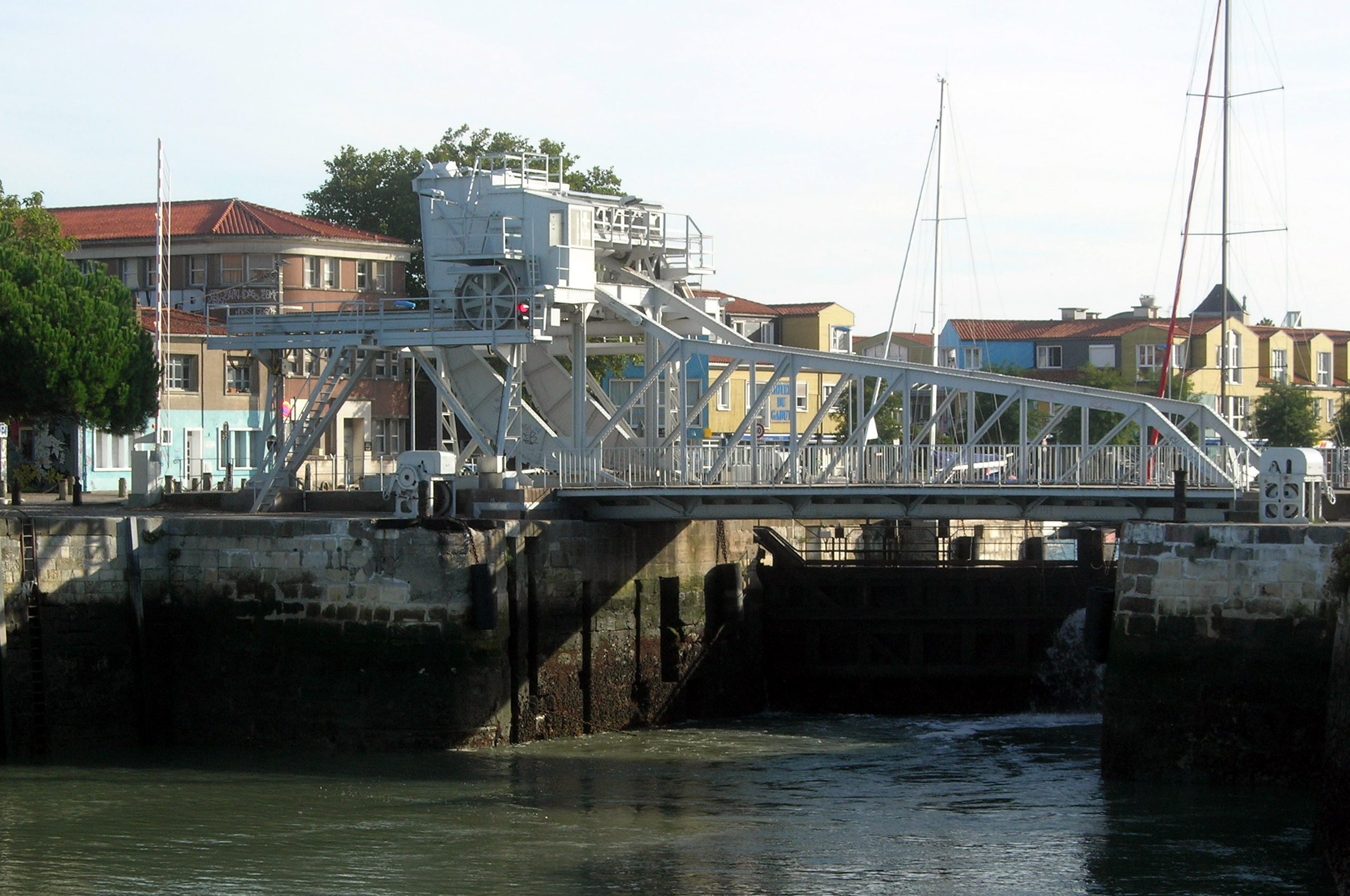
Pont basculant du Gabut, à La Rochelle, entrée du bassin des chalutiers.
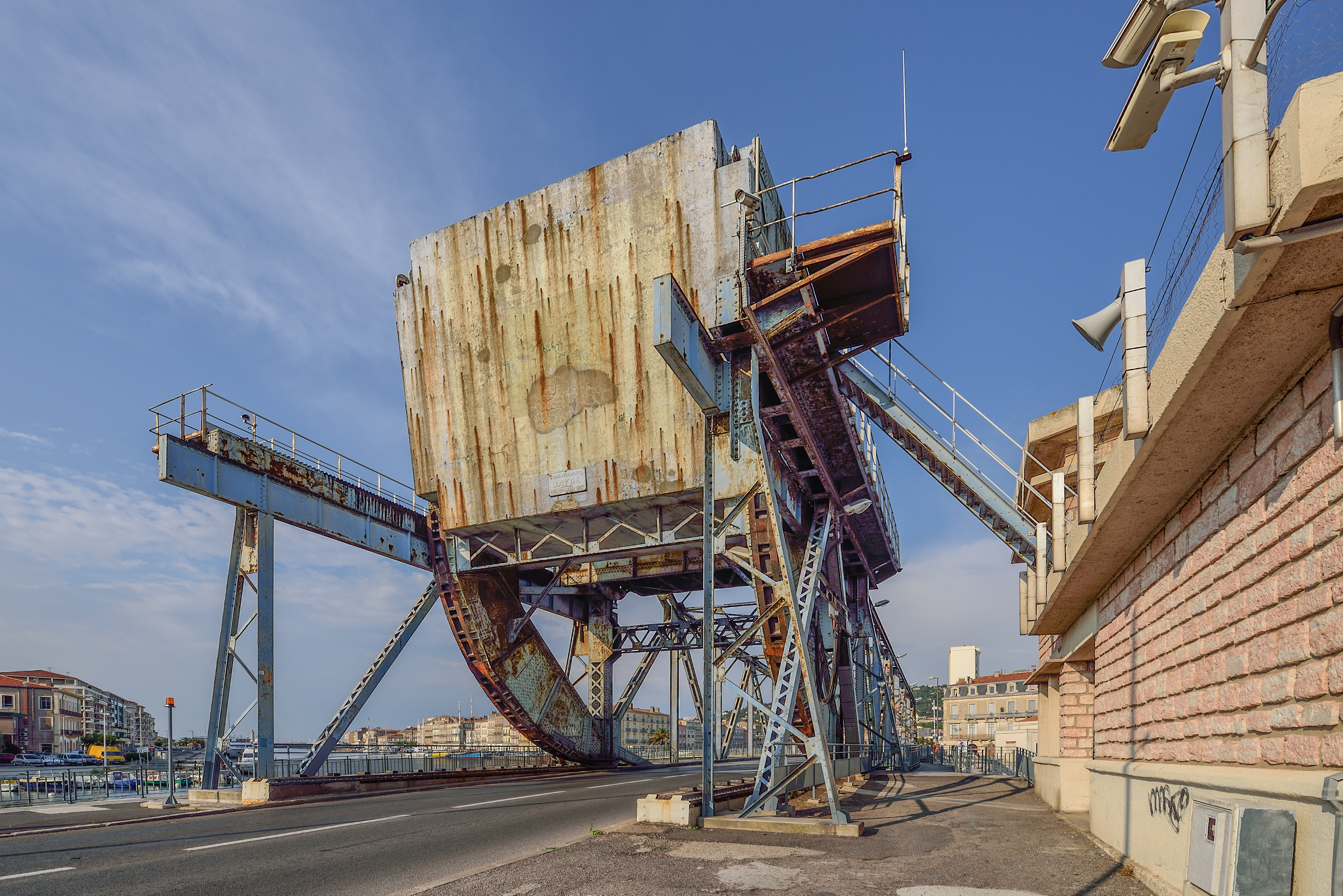
Pont Scherzer du Tivoli à Sète
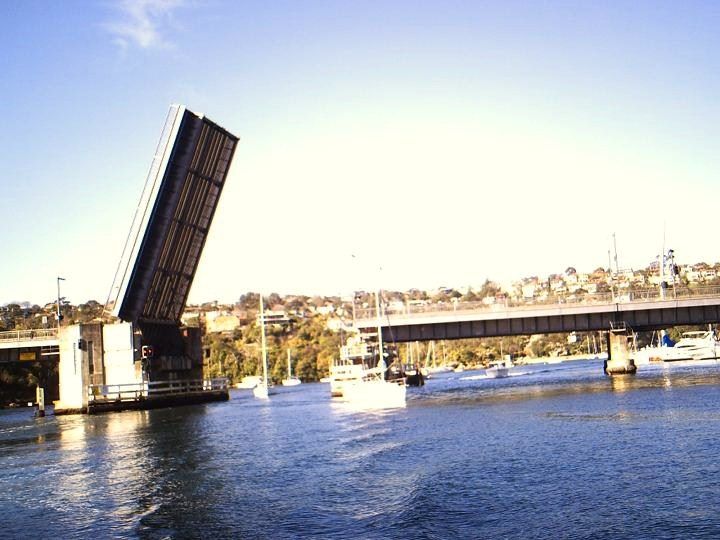
Spit Bridge, Middle Harbour, Sydney

## Les ponts basculants
En France :
- Pont levant de La Seyne-sur-Mer
- Le pont Pégase à Bénouville
- Pont basculant du canal Galliffet à Martigues
- Pont du Tivoli, pont Maréchal-Foch, pont Sadi-Carnot à Sète
- Ponts de l'A29 sur le canal de Tancarville
- Pont levant du Gabut à La Rochelle
- Pont levant du port de Saint-Nazaire
- Pont basculant de Saint-Valery-en-Caux
- Pont basculant à Aire-sur-la-Lys
- Pont Rouge, Le Havre

En Angleterre :
- Glengall Bridge à Londres (ouvert en 1990).

En Belgique : le tablier est soulevé par câble, chaîne ou barre en acier, le contrepoids étant porté par un axe extérieur au tablier fixé sur piles à la verticale de l'articulation.
- Pont Marcotty sur le canal de l'Ourthe à Angleur

## Autres sortes de pont basculant
- The Rolling Bridge à Londres, passerelle basculante dont le mécanisme s'enroule comme la queue d'un scorpion.
- Pont du millénaire de Gateshead, un pont rotatif pour piétons et vélos qui relie les villes de Gateshead et de Newcastle, de chaque côté du Tyne en Angleterre.

Passerelle basculante à enroulement
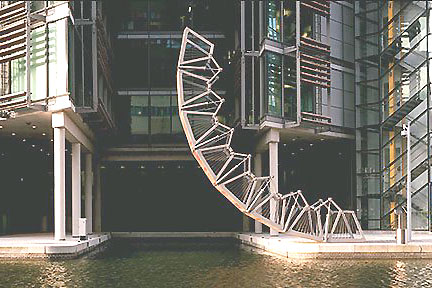
Pont Curling
Pont rotatif
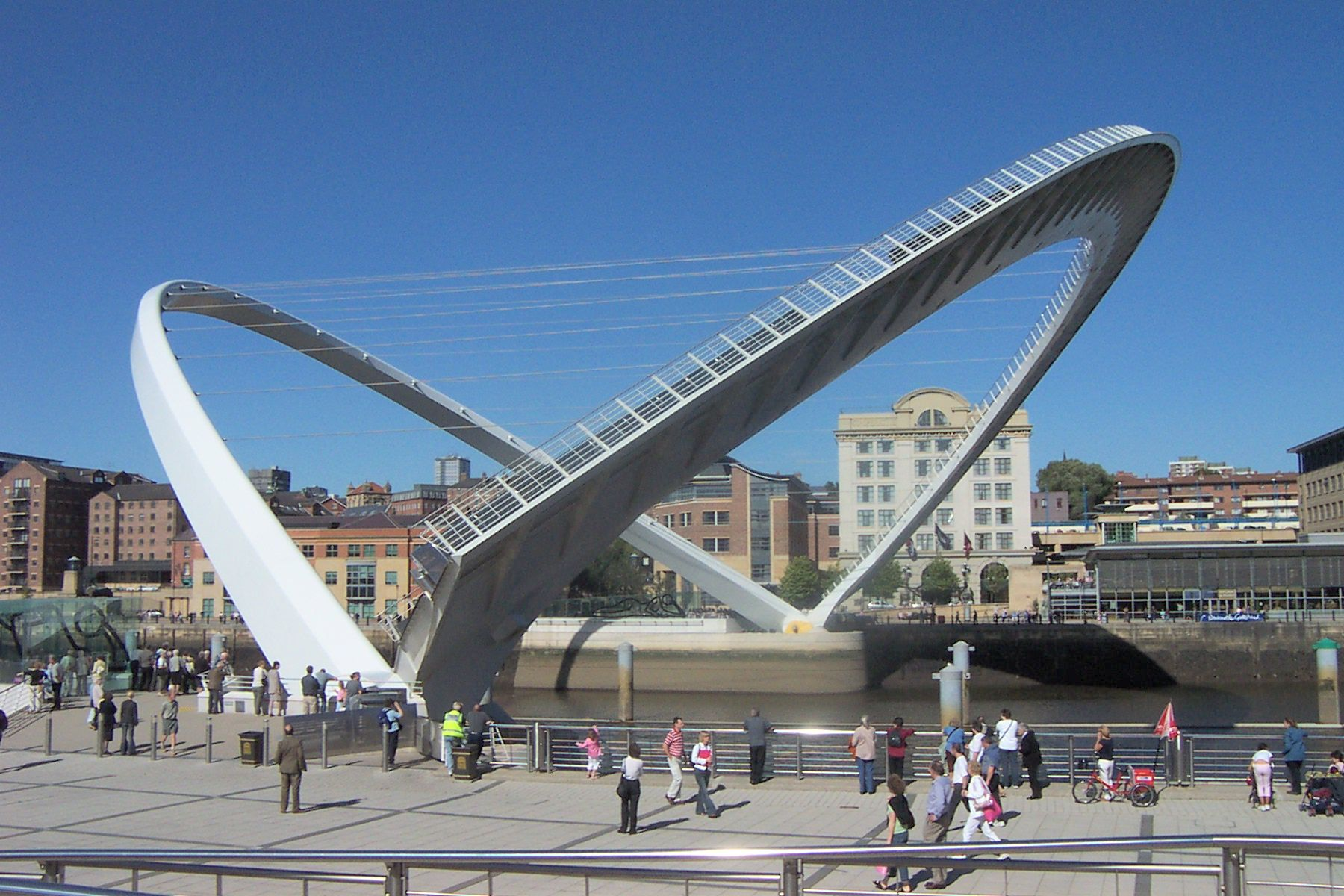
Le pont rotatif de Gateshead